# Mike Meinardus
Michael Meinardus (* vor 1987) ist ein Spezialeffektkünstler.

## Leben
Meinardus’ Karriere begann im Jahr 1987, als er für die Spezialeffekte für die Episode Sirens der Fernsehserie CBS Summer Playhouse verantwortlich war. Im Anschluss wirkte er in den 1990er- und 2000er-Jahren zudem bei den Filmen Herr der Fliegen, Ghost – Nachricht von Sam, Ein ganz normaler Held, Die schrillen Vier in Las Vegas, Auf der Jagd, Nur noch 60 Sekunden, Passwort: Swordfish, Born 2 Die und Mr. & Mrs. Smith als Koordinator für die Spezialeffekte bzw. Assistent des VFX Supervisor. Er selbst war das erste Mal im Jahr 2007 bei dem Film Invasion von Oliver Hirschbiegel als VFX Supervisor tätig. Dieser Tätigkeit ging er im Folgejahr bei Tropic Thunder von Ben Stiller, 2015 in Jurassic World von Colin Trevorrow und 2017 bei dem Film Geostorm von Dean Devlin nach. Für seine Mitwirkung an den visuellen Effekten zu Jurassic World wurden er und seine Kollegen bei den Satellite Awards 2015 in der Kategorie „Beste Visuelle Effekte“ nominiert. Die Auszeichnung erhielt aber das Team von The Walk. Die künstlerische Leistungen von ihm und seinen Kollegen Stephen Rosenbaum, Jeff White und Scott Benza bei dem Film Kong: Skull Island bescherten dem Film bei der Oscarverleihung 2018 die einzige Oscarnominierung in der Kategorie „Beste visuelle Effekte“.
In seiner Karriere arbeitete Meinardus mit mehreren Regisseuren mehrfach zusammen, wie zum Beispiel Tony Scott (True Romance, Der Staatsfeind Nr. 1), Dominic Sena (Nur noch 60 Sekunden, Passwort: Swordfish), Jan de Bont (Speed, Twister), Jay Roach (Austin Powers – Spion in geheimer Missionarsstellung, Austin Powers in Goldständer) und Michael Bay (Bad Boys – Harte Jungs, The Rock – Fels der Entscheidung).

## Filmografie (Auswahl)
- 1990: Herr der Fliegen (Lord of the Flies)
- 1990: Stirb Langsam 2 (Die Hard 2: Die Harder)
- 1990: Ghost – Nachricht von Sam (Ghost)
- 1991: Ricochet – Der Aufprall (Ricochet)
- 1991: Last Boy Scout – Das Ziel ist Überleben (The Last Boy Scout)
- 1992: Ein ganz normaler Held (Hero)
- 1993: True Romance
- 1993: Meteor Man (The Meteor Man)
- 1994: Speed
- 1995: Bad Boys – Harte Jungs (Bad Boys)
- 1995: Im Sumpf des Verbrechens (Just Cause)
- 1995: Schneller als der Tod (The Quick and the Dead)
- 1996: The Rock – Fels der Entscheidung (The Rock)
- 1996: Twister
- 1996: Der Rasenmäher-Mann 2 – Beyond Cyberspace (Lawnmower Man 2: Beyond Cyberspace)
- 1997: Fletcher’s Visionen (Conspiracy Theory)
- 1997: Die schrillen Vier in Las Vegas (Vegas Vacation)
- 1998: Der Staatsfeind Nr. 1 (Enemy of the State)
- 1998: Auf der Jagd (U.S. Marshals)
- 1999: Austin Powers – Spion in geheimer Missionarsstellung (Austin Powers: The Spy Who Shagged Me)
- 2000: Nur noch 60 Sekunden (Gone in 60 Seconds)
- 2001: Rush Hour 2
- 2001: Passwort: Swordfish (Swordfrish)
- 2002: Austin Powers in Goldständer (Austin Powers in Goldmember)
- 2002: Showtime
- 2003: Born 2 Die (Cradle 2 the Grave)
- 2004: Starsky & Hutch
- 2004: Hart am Limit (Torque)
- 2004: … und dann kam Polly (Along Came Polly)
- 2005: Verliebt in eine Hexe (Bewitched)
- 2005: Mr. & Mrs. Smith
- 2006: Zum Glück geküsst (Just My Luck)
- 2007: Invasion (The Invasion)
- 2007: Stirb langsam 4.0 (Live Free or Die Hard)
- 2007: The Reaping – Die Boten der Apokalypse (The Reaping)
- 2007: Number 23 (The Number 23)
- 2008: Tropic Thunder
- 2009: Terminator: Die Erlösung (Terminator Salvation)
- 2010: Hawaii Five-0 (Fernsehserie, 1 Episode)
- 2010: Knight and Day
- 2011: Mission: Impossible – Phantom Protokoll (Mission: Impossible – Ghost Protokoll)
- 2013: Sleepy Hollow (Fernsehserie, 1 Episode)
- 2013: Oblivion
- 2013: G.I. Joe – Die Abrechnung (G.I. Joe: Retaliation)
- 2015: Jurassic World
- 2015: SpongeBob Schwammkopf 3D
- 2017: No Way Out – Gegen die Flammen (Only the Brave)
- 2017: Geostorm
- 2017: Kong: Skull Island